# المؤاجلة (إب)

تعديل مصدري - تعديل

المؤاجلة محلة تابعة لقرية عرش القيف، التابعة لعزلة بني مدسم بمديرية إب إحدى مديريات محافظة إب في الجمهورية اليمنية.، بلغ تعداد سكانها 54 حسب تعداد اليمن لعام 2004.